# Особливий адміністративний район (КНР)

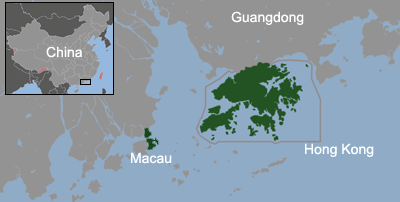

Особливий адміністративний район (кит.: 特别行政区; піньїнь: Tèbié xíngzhèngqū) — адміністративна одиниця першого провінційного рівня в Китайській Народній Республіці. Користується високим ступенем автономії. Фактично ця територія самостійна у розв'язанні всіх питань, за винятком тих, що стосуються оборони або зовнішньої політики. Цей статус закріплений в Основних Законах, прийнятих Всекитайськими зборами народних представників після відновлення суверенітету КНР над Макао і Гонконгом.
Ідею особливих адміністративних районів запропонував у 1980-х Ден Сяопін в рамках принципу «одна країна — дві системи». Це був компромісний варіант повернення до складу Китаю територій, орендованих на тривалі терміни західними країнами, де була усталена ринкова економіка й демократична політична система. Зараз у країні є дві одиниці зі статусом особливого адміністративного району.

## Таблиця
| Назва   | Китайською (Т) | Китайською (С) | Піньїнь   | Англійською мовою | Abb.¹   | Населення | Площа км² | Регіон | ISO   | Адміністративний поділ |
| ------- | -------------- | -------------- | --------- | ----------------- | ------- | --------- | --------- | ------ | ----- | ---------------------- |
| Гонконг | 香港           | 香港           | Xiānggǎng | Hong Kong         | 港 gǎng | 7,008,900 | 1,104     | N/A    | CN-91 | Райони Гонконгу        |
| Макао   | 澳門           | 澳门           | Àomén     | Macau             | 澳 ào   | 546,200   | 29.5      | N/A    | CN-92 | Муніципалітети Макао   |

Гонконг і Макао увійшли до складу Китаю як особливі адміністративні райони в 1997 і 1999 роках відповідно.
Уряд КНР також неодноразово пропонував режим особливого адміністративного району з ще більшим ступенем автономії для Тайваню як можливий спосіб мирного возз'єднання Китаю, проте ці пропозиції відкидалися тайванською владою.